# ProSieben Schweiz
ProSieben Schweiz ist ein schweizerisches Fernsehprogrammfenster, das innerhalb des 24-stündigen Fernseh-Vollprogramms des deutschen Fernsehsenders ProSieben in der Schweiz gesendet wird. Dabei wird das Übertragungssignal aus Deutschland mit schweizerischen Programminhalten und Werbung überblendet. 

## Geschichte
Nachdem die RTL Group ein Schweizer Werbefenster von dem deutschen Fernsehsender RTL Television am 1. Januar 1993 über ihre Luxemburger Sendelizenz gestartet hatte und seitdem darüber 31 Millionen Franken erwirtschaftet werden konnten, bekundete der Medienunternehmer Leo Kirch 1996 ebenfalls die Absicht, Schweizer Werbefenster für nationale Werbungen auf seinen Fernsehsendern Sat.1 und ProSieben zu starten. Der schweizerische Werbefenster von ProSieben startete schließlich am 6. Januar 1997. In den nächsten Jahren erzielte der Sender jährlich einstellige Millionenbeträge. 
Ab dem 16. August 1999 wurde erstmals ein zusammen mit RTL betriebenes Schweizer Programmfenster unter dem Namen RTL/ProSieben Schweiz zwischen 18:00 und 19:40 Uhr gesendet. Dabei wurden Eigenproduktionen für die Schweiz wie Nachrichten, Boulevardmagazine und Talkshows ausgestrahlt. Bei der Mehrheit der Stammzuschauer von ProSieben und RTL fand das gemeinsame Programmfenster keine ausreichende Akzeptanz, zumal beispielsweise die bei der Jugend beliebte Zeichentrickserie Die Simpsons nicht mehr im Vorabend über ProSieben gesehen werden konnte. Aufgrund mangelnden Erfolgs wurde schließlich das Programmfenster am 24. März 2000 beendet. Bis August 2007 wurden nur noch nationale Werbungen gesendet. Dies hatte den Vorteil, dass dadurch geringe Kosten entstanden und durch hohe Umsätze hohe Gewinne erzielt werden konnten.
Mit dem neuen Fernsehgesetz in der Schweiz, das im April 2007 in Kraft getreten ist, entfiel unter anderem die Bestimmung, dass private Medienunternehmen eine Konzession für die Veranstaltung eines schweizerischen Fernsehprogramms benötigen. Daher konnten die Anbieter einfacher, das heißt ohne große behördliche Verfahren, agieren. Infolgedessen wurde ein schweizerisches Fernsehprogrammfenster von ProSieben für 2007 angekündigt. Ziel war, dem Schweizer Fernsehpublikum und der Werbewirtschaft durch Schweizer Sendungen im deutschen Programmumfeld mehr Identität, Nähe und Qualität zu bieten. Am 31. August 2007 startete das Programmfenster mit dem People- und Lifestylemagazin Faces TV, die von Claudia Lässer moderiert wurde. In den nächsten Jahren folgten weitere Eigenproduktionen, unter anderem mit dem Koch René Schudel. Die im September 2017 angekündigte und ab Oktober 2018 ausgestrahlte Castingshow Switzerland’s next Topmodel mit dem Model Manuela Frey stellte die bisher größte Investition für ProSiebens schweizerische Fernsehprogramm dar. Hierzu zählt ebenfalls die Unterhaltungssendung The Masked Singer Switzerland, die seit November 2020 ausgestrahlt wird.

## Veranstalterin des Fernsehprogramms
Veranstalterin des Fernsehprogramms ist seit April 2021 die Seven.One Entertainment Group Schweiz AG. Sie ist eine Schweizer Tochtergesellschaft der deutschen Seven.One Entertainment Group, die wiederum zu ProSiebenSat.1 Media gehört.
Bis April 2021 war die Veranstalterin die ProSiebenSat.1 Puls 8 TV AG, die von 2006 bis 2015 unter den Namen ProSieben (Schweiz) AG bzw. von 2015 bis 2019 unter ProSieben Puls 8 TV AG firmierte. Sie ist im April 2021 mit der Seven.One Entertainment Group Schweiz AG verschmolzen.

## Eigenproduktionen
Im Folgenden ist eine noch unvollständige Zusammenstellung laufender und eingestellter schweizerischer Eigenproduktionen von ProSieben Schweiz gelistet. 
Laufende Sendungen
- seit 2019: Schudel’s Food Stories (mit René Schudel)
- seit 2020: The Masked Singer Switzerland (mit Alexandra Maurer)
- seit 2023: Date My Best Friend (mit Anaïs Decasper)

Eingestellte Sendungen
- 2007–2016: Faces TV / Faces Studio (mit Claudia Lässer)
- 2008–2012: Funky Kitchen Club (mit René Schudel)
- 2010: Artist Charity Night (mit Claudia Lässer)
- 2010: Fashion Days Model Challenge (mit Nadine Strittmatter und Jonathan Schächter)
- 2010: Fashion Days Model Challenge – Das Magazin (mit Claudia Lässer)
- 2010: MvH – The Place To Be (mit Mark van Huisseling)
- 2012–2013: Pocketsoul (mit Chris Hanselmann)
- 2013–2016: Flavorites (mit René Schudel)
- 2016–2018: Schudel on the Rocks (mit René Schudel)
- 2018: Montana Kitchen Date
- 2018–2021: Switzerland’s next Topmodel (mit Manuela Frey und Alexandra Maurer)
- 2018–2021: Flash – Das Schweizer Lifestyle Magazin (mit Alexandra Maurer)
- 2022: Dress Up (mit Sascha Lilic)

Weitere Sendungen, die aus dem deutschen Fernsehprogramm ProSieben stammen, befinden sich in der Liste von ProSieben-Sendungen.

## Marktanteile
Seit dem Start 1997 vermarktet die Goldbach Media (Switzerland) AG (früher IP Multimedia (Schweiz) AG) die Werbezeiten auf ProSieben Schweiz. Ermittelt werden die Marktanteile von der Mediapulse AG für Medienforschung. Die folgenden jährlichen Zuschauermarktanteile beziehen sich auf die Deutschschweiz.
| - 1997: 8,0 % - 1998: 7,0 % - 1999: 6,7 % - 2000: 6,2 % - 2001: 5,9 % - 2002: 5,6 % - 2003: 5,6 % - 2004: 5,0 % | - 2005: 4,6 % - 2006: 4,4 % - 2007: 4,3 % - 2008: 4,6 % - 2009: 4,2 % - 2010: 4,1 % - 2011: 4,7 % - 2012: 4,4 % | - 2013 1: 4 % - 2014 1: 4 % - 2015 1: 4 % - 2016 1: 3 % - 2017 1: 3 % - 2018 1: 3 % - 2019 1: 3 % - 2020 1: 2 % | - 2021 1: 2 % - 2022 1: 2 % - 2023 1: 2 % |

Seinen höchsten Marktanteil erzielte ProSieben Schweiz mit seinem ersten Jahr 1997. Ab 1997 stieg die Zahl der privaten Fernsehsender in der Schweiz an und dementsprechend sanken die Marktanteile der bisherigen Fernsehprogramme.

## Empfang
ProSieben Schweiz kann in der Schweiz über Kabelfernsehnetze, Satellit und Internet (IPTV) empfangen werden.